# فرودگاه تائبوکو ری
فرودگاه تائبوکو ری (به انگلیسی: Taebuko Ri Airport) یک فرودگاه نظامی است. این فرودگاه در کشور کره شمالی قرار دارد و در ارتفاع ۶۸ متری از سطح دریا واقع شده‌است.